# Czukwu
Czukwu – "Wielki Duch", obok Ali i Amadiohy jedno z  wielkich bóstw nigeryjskiego ludu Ibów.
Najwyższy bóg nieba i deszczu, mieszkający pomiędzy niebem a ziemią w boskiej zagrodzie zwanej Ezi Czuku. Nazywany jest także "Czineke" - "Stwórca" gdyż stworzył świat, "Obassi" bo jest wszechwiedzący.